# Национален омбудсман на България
Националният омбудсман на Република България е българска държавна институция, създадена по примера на други страни в Европа.
Омбудсманът е застъпник за правата на хората и пазител на обществения интерес. Той е висш и независим конституционен орган, който се избира от Народното събрание за срок от пет години. Независим е в своята дейност и се подчинява само на Конституцията, законите и международните договори, ратифицирани и влезли в сила за Република България.
Омбудсманът се застъпва с предвидените в Закона за омбудсмана средства, когато с действие или бездействие се засягат или нарушават правата и свободите на гражданите от държавните и общинските органи и техните администрации, както и от лицата, на които е възложено да предоставят обществени услуги. Чрез силата на аргументите и справедливото обществено мнение, омбудсманът следва да убеди дадения административен орган да поправи работата на своята администрация, както и да отменя свои актове, с които накърнява правата на хората.
Омбудсманът не разглежда жалби и сигнали, които се отнасят до работата на Народното събрание, президента, Конституционния съд, Висшия съдебен съвет и Сметната палата; осъществяването на правораздаване от съдебната власт – съд, прокуратура и следствие, когато има влязло в сила съдебно решение, акт на прокуратурата или следствието; или по съществото на висящи съдебни или досъдебни производства; частни взаимоотношения между граждани – например междусъседски или роднински конфликти и спорове; спорове между граждани и частни фирми, кооперации, банки и пр. Не се допускат до разглеждане също жалби и сигнали, които се отнасят до нарушения, извършени преди повече от две години или са анонимни.
Институцията омбудсман се счита за критерий за демократичното развитие на една държава. Присъствието в обществено-политическия живот на подобна институция е важно за защитата на правата на гражданите.

## Структура
| № | Омбудсман         | Начало на мандата | Край на мандата  | резултат от гласуването        |
| - | ----------------- | ----------------- | ---------------- | ------------------------------ |
| 1 | Гиньо Ганев       | 13 април 2005     | 20 октомври 2010 | 141 гласа за срещу 46 гласа    |
| 2 | Константин Пенчев | 20 октомври 2010  | 20 октомври 2015 | 137 гласа за срещу 51 гласа    |
| 3 | Мая Манолова      | 20 октомври 2015  | 4 септември 2019 | 129 гласа за срещу 82 гласа    |
| – | Диана Ковачева    | 4 септември 2019  | 21 май 2020      | изпълняващ длъжността до избор |
| 4 | Диана Ковачева    | 21 май 2020       | 10 април 2024    | 173 гласа за срещу 0 гласа     |
| – | вакантно          | 10 април 2024     | 18 юли 2025      | -                              |
| 5 | Велислава Делчева | 18 юли 2025       | до момента       | 123 гласа за срещу 92 гласа    |

- Главен секретар
  - Росица Тоткова